# San Esteban de Folgosa
Folgosa (llamada oficialmente Santo Estevo de Folgosa) es una parroquia española del municipio de Corgo, en la provincia de Lugo, Galicia.

## Otras denominaciones
La parroquia también es conocida por los nombres de San Esteban de Folgosa, San Estebo de Folgosa y San Estevo de Folgosa.

## Organización territorial
La parroquia está formada por cinco entidades de población:

### Entidades de población
Entidades de población que forman parte de la parroquia:
- Carboeiro (O Carboeiro)
- Monta da Silva (O Monte de Silva)
- Piñeiro (O Piñeiro)
- San Estebo (Santo Estevo)

### Despoblado
Despoblado que forma parte de la parroquia:
- Veiga de Anzuelos (A Veiga de Anzuelos)

## Demografía
| Gráfica de evolución demográfica de Folgosa entre 2000 y 2019 |
|                                                               |
| Datos según el nomenclátor publicado por el INE.              |